# Vorstendom Catalonië
Het vorstendom Catalonië (Catalaans: Principat de Catalunya, Latijn: Principatus Cathaloniæ, Occitaans: Principautat de Catalonha, Spaans: Principado de Cataluña) was een staat in het noordoosten van het Iberisch schiereiland en ook een klein deel in het zuiden van Frankrijk. Gedurende het grootste deel van zijn geschiedenis was het in dynastieke verbintenis met het koninkrijk Aragon, en vormde samen de kroon van Aragon. Tussen de 13de en 18de eeuw grensde het vorstendom aan het koninkrijk Aragon, het koninkrijk Valencia, het koninkrijk Frankrijk en Andorra.
De eerste verwijzing naar Catalonië dateert uit het boek Liber maiolichinus de gestis Pisanorum illustribus dat geschreven werd tussen 1117 en 1125. Catalonië bestond toen nog niet als politieke entiteit. In 1137 werden het graafschap Barcelona en het koninkrijk Aragon verenigd in één dynastie, wat later als de Kroon van Aragón zou bestempeld worden. Aragon en Catalonië bleven wel hun eigen politieke structuur behouden. Vanwege de verschillen in wetten en talen (Aragonees en Catalaans) was er nood aan een officiële erkenning van Catalonië.
Onder Alfons de Troubadour (regeerperiode 1164-1196), werd Catalonië voor het eerst erkend als een politieke entiteit. De term vorstendom werd pas in de 14de eeuw gebruikt in de Corts Catalanes. Na de Spaanse Successieoorlog werd Catalonië in 1714 officieel een onderdeel van Spanje, met Filips V als koning (door de ondertekening van de Decretos de Nueva Planta). De term vorstendom bleef echter in gebruikt tot de Tweede Spaanse Republiek. Heden wordt de term nog gebruikt door de Catalaanse nationalisten om de autonome regio Catalonië te onderscheiden van de Catalaanse landen.

## Geschiedenis

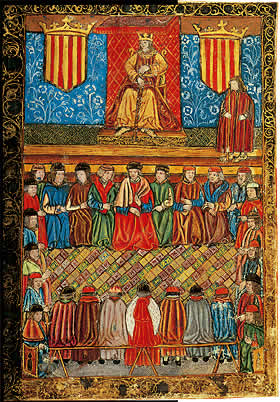
Corts van Catalonië, 1495

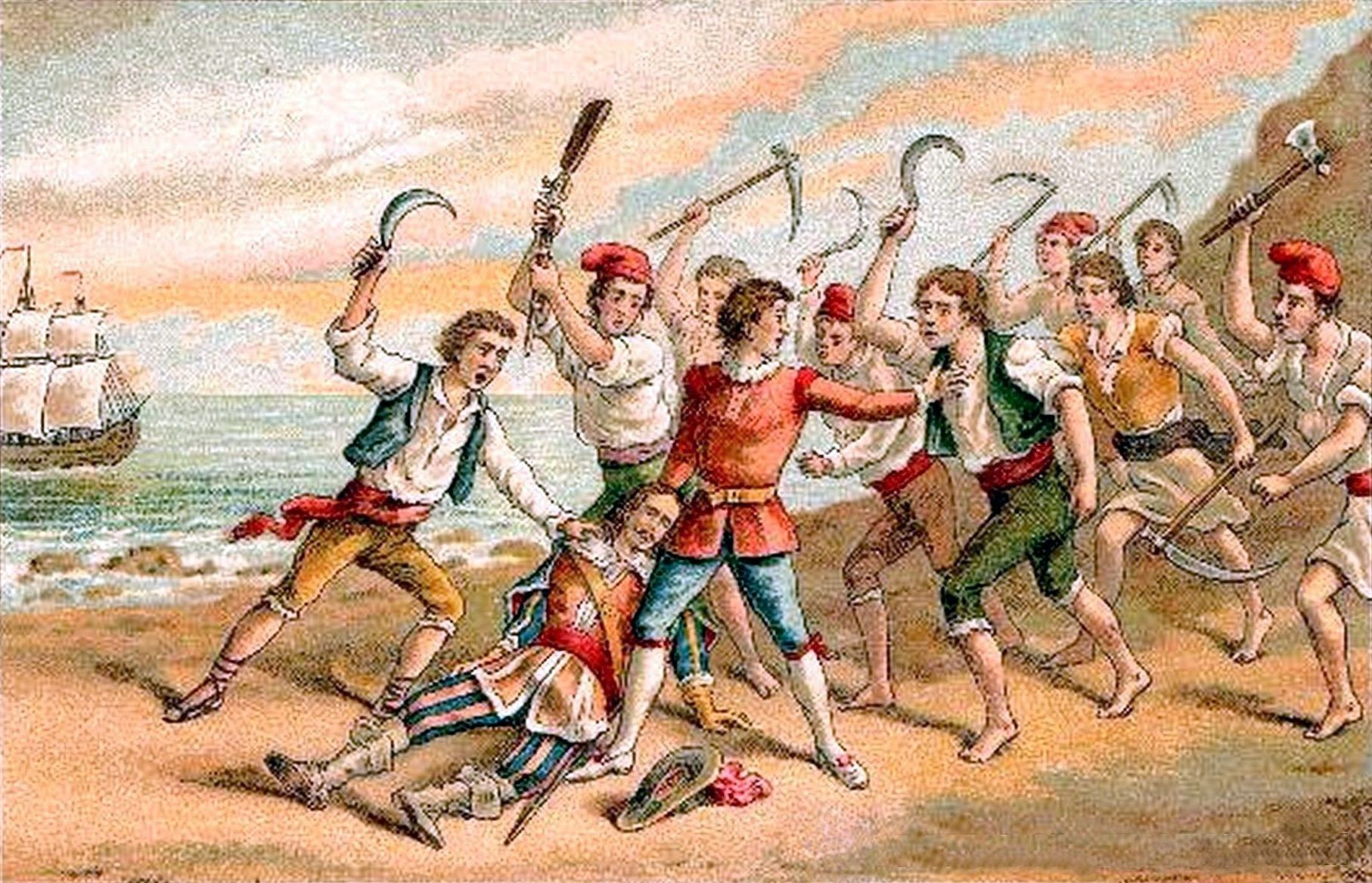
Corpus de Sang, 1640

De Catalaanse cultuur ontstond pas in de middeleeuwen, onder heerschappij van de graven van Barcelona en het koninkrijk Aragon. Catalonië was een belangrijke maritieme macht en breidde door handel en strijd het Rijk van Catalonië en Aragon uit met de Valencia, de Balearen, het zuiden van Italië, Sardinië, Sicilië en delen van Griekenland. Barcelona, toen de meest voorkomende koninklijke residentie, werd geconsolideerd als het administratieve centrum van de domeinen.
Op hetzelfde moment ontwikkelde het vorstendom Catalonië een complex institutioneel en politiek systeem, gebaseerd op het concept van een pact tussen de Corts (Staten) van Catalonië (een van de eerste parlementaire organen van Europa) en de koning. De koninklijke macht werd ingeperkt: vanaf 1283 kon de koning geen wetten (Constitucions catalanes) uitvaardigen zonder de goedkeuring van de Corts.
De domeinen van de Aragonese Kroon werden zwaar getroffen door de Zwarte Dood pandemie en door latere uitbraken van de pest. Tussen 1347 en 1497 verloor Catalonië 37 procent van zijn bevolking. Wanneer in 1410 Martinus I kinderloos sterft, gaat de heerschappij over op Ferdinand van Antequera, zoon van de koning van Castilië. Tijdens het bewind van Johan II veroorzaakten sociale en politieke spanningen de Catalaanse Burgeroorlog (1462–1472).
In 1469 trouwden koningin Isabella I en koning Ferdinand II van Aragon. Castilië en Catalonië/Aragon werden echter niet in één groot koninkrijk verenigd. De Catalanen hielden hun eigen wetten, maar deze zelfstandigheid verdween langzaam maar zeker. Catalonië verloor een groot aantal oorlogen, waardoor de macht steeds meer in Madrid gecentraliseerd werd. Het belangrijkste verlies was de Spaanse Successieoorlog na het overlijden van koning Karel II van Spanje in 1700. In 1640 komen de Catalanen in opstand tegen Spanje, die pas neergeslagen wordt in 1652. In 1659 verliest Catalonië definitief Rosselló en een deel van Cerdanya aan Frankrijk door de Vrede van de Pyreneeën. Deze gebieden werden de provincie Roussillon.
De Catalanen wilden toen een lid van de Oostenrijkse Habsburg-dynastie als opvolger, terwijl koning Karel II voor het Franse huis Bourbon gekozen had. De Catalaanse troepen werden echter gedwongen tot overgave op 11 september 1714 en Filips V werd de nieuwe koning van het land. Kort daarna werden alle Catalaanse politieke instituten en het Catalaans door hem verboden en kwam Catalonië onder militair gezag van de nieuwe koning.